# Аникінці (Омутнінський район)
Ани́кінці (рос. Аникинцы) — присілок у складі Омутнінського району Кіровської області, Росія. Входить до складу Залазнинського сільського поселення.
Населення становить 5 осіб (2010, 13 у 2002).
Національний склад станом на 2002 рік — росіяни 100 %.